# Княжество Арбърия
Княжество Арбър или Арбърия (на албански: Principata e Arbërit) или Архонтство Круя, е първото зафиксирано самостоятелно средновековно владение в днешна Албания, просъществувало между 1190 и 1225 г.

## История
Феодалното княжество се формира в днешна Северна Албания със столица Круя, в обособени от Византийската империя земи. Основател на княжеството е Прогон (1190 – 1198), а след него властват Гьон (1198 – 1208) и Димитри Прогон (1208 – 1216). Дерфандина става най-важен център на княжеството. След падането от власт на династията на Прогон княжеството попада под властта на Григор Камона (1216 – 1253) и Голем (Круя) (1253 – 1255) от Круя.
Княжество Арбър престава да съществува през 1256 г., вероятно включено в състава на анжуйското Кралство Албания.